# Sialma
Sialma – geologiczna strefa litosfery, która znajduje się pomiędzy simą a sialem. Głównymi składnikami tej strefy są tlenki glinu, krzemu oraz magnezu.